# حرائق الغابات 2020
حرائق الغابات 2020 يشمل موسم حرائق الغابات لعام 2020 حرائق الغابات في قارات متعددة.

## آسيا

### الهند
- حرائق الغابات في وادي دزوكو
- حرائق غابات أوتاراخند
- حرائق سيبيريا: في يونيو وداخل الدائرة القطبية الشمالية وصلت درجة حرارة فيرخويانسك إلى 100.4 درجة فهرنهايت (38.0 درجة مئوية).[1] في المقاطعتين الواقعتين في أقصى شرق روسيا، استهلك 18591 حريقًا مميزًا 14 مليون هكتار (35 مليون فدان).[2] تطلق الحرائق مستويات قياسية من ثاني أكسيد الكربون، ويرجع ذلك جزئيًا إلى أنها تحرق أراضي الخث القديمة التي كانت عبارة عن بالوعة للكربون. أظهرت دراسة نُشرت أن أراضي الخث الشمالية يمكن أن تتحول في نهاية المطاف من كونها بالوعة صافية للكربون إلى مصدر صاف للكربون، مما يؤدي إلى زيادة سرعة تغير المناخ. تظهر حرائق الغابات غير المسبوقة في القطب الشمالي في عامي 2019 و2020 أن التحولات التحولية جارية بالفعل، كما يقول توماس سميث الجغرافي البيئي في كلية لندن للاقتصاد والعلوم السياسية. في سبتمبر 2020 حذر العلماء من "الحاجة إلى بذل جهد دولي لإدارة نظام الحرائق المتغير في القطب الشمالي المعرضة للخطر"، وذكروا أن بيانات الأقمار الصناعية تظهر كيف يتغير نظام حرائق القطب الشمالي. في 3 سبتمبر أفادت مؤسسات الاتحاد الأوروبي أنه وفقًا لبيانات الأقمار الصناعية تجاوزت حرائق القطب الشمالي بالفعل إجمالي انبعاثات ثاني أكسيد الكربون لموسم 2019.[3]

## أوروبا
- حرائق الغابات في منطقة تشيرنوبل المحظورة

## أمريكا الشمالية
- موسم حرائق الغابات في ولايات الغرب الأمريكية
  - أريزونا
  - كاليفورنيا
  - كاليفورنيا (أغسطس)
  - كولورادو
  - نيفادا
  - نيومكسيكو
  - أوريغون
  - يوتا
  - واشنطن

- كندا
  - حريق لومب جولش

## أمريكا الجنوبية

### الأرجنتين
- حرائق غابات دلتا ديل بارانا
- حرائق غابات قرطبة

### البرازيل
- حرائق الغابات المطيرة

## أوقيانوسيا
- حرائق الغابات الأسترالية
- موسم حرائق الغابات الأسترالي